# La Unión (Valle del Cauca)
La Unión è un comune della Colombia facente parte del dipartimento di Valle del Cauca.
L'abitato venne fondato da Juan Jacinto Palomino Vecinos de Toro nel 1604.